# Guandiping
Guandiping (kinesiska: Kuan-ti-p’ing, 官地坪镇, 官地坪) är en köpinghuvudort i Kina. Den ligger i provinsen Hunan, i den södra delen av landet, omkring 290 kilometer nordväst om provinshuvudstaden Changsha. Antalet invånare är 14 418. Befolkningen består av 7 006 kvinnor och 7 412 män. Barn under 15 år utgör 19,0 %, vuxna 15-64 år 67 %, och äldre över 65 år 13,0 %.
Runt Guandiping är det ganska tätbefolkat, med 111 invånare per kvadratkilometer. Guandiping är det största samhället i trakten. I omgivningarna runt Guandiping växer huvudsakligen savannskog.
Genomsnittlig årsnederbörd är 1 679 millimeter. Den regnigaste månaden är september, med i genomsnitt 288 mm nederbörd, och den torraste är december, med 16 mm nederbörd.